# Appelova reakce
Appelova reakce je organická reakce, při které se alkoholy mění na alkylchloridy reakcí s trifenylfosfinem a tetrachlormethanem.
Při použití tetrabrommethanu nebo bromu se tvoří alkylbromidy a z tetrajodmethanu, jodmethanu nebo jodu vznikají alkyljodidy. Za objevitele této reakce bývá považován Rolf Appel, i když byla popsána již dříve.
Využívání této reakce se snižuje, protože je výroba tetrachlormethanu omezena Montrealským protokolem.
Nevýhodami jsou používání toxických halogenačních činidel a tvorba organofosforových sloučenin, které musí být od hlavního produktu odděleny. Organofosforová činidla mohou být použita v katalytických množstvích. Příslušné alkylbromidy lze také vytvořit s použitím bromidu lithného jako zdroje bromidových iontů. Byl také popsán poustup, při kterém se nepoužívají chlorovaná rozpouštědla.

## Mechanismus
Appelova reakce začíná tvorbou fosfoniové soli s kationtem 3 a aniontem 4, která nemůže vstoupit do alfa-eliminace, kterou by se tvořil dichlorkarben. deprotonací alkoholu se vytvoří chloroform a alkoxid 5. Nukleofilní záměnou chloridu alkoxidem vznikne meziprodukt 7. S primárními a sekundárními alkoholy halogenid reaguje SN2 mechanismem na alkylhalogenid 8 a trifenylfosfinoxid. Z terciárních alkoholů se tvoří produkty 6 a 7 SN1 mechanismem.
Řídicí silou této i podobných reakcí je tvorba silné dvojné vazby P=O.
Tato reakce se podobá Micunobově, kde se používají fosfiny jako akceptory oxidů, azosloučeniny jako akceptory vodíku a nukleofily k přeměně alkoholů na estery a k jiným podobným účelům.
Příkladem využití Appelovy reakce může být chlorace geraniolu na geranylchlorid.

## Obměny
Appelovu reakci lze také použít u karboxylových kyselin, z nichž lze takto získat oxazoliny, oxaziny a thiazoliny.